# Middelgrundens Vindmøllepark
Middelgrundens Vindmøllepark er en Vindmøllepark på Middelgrunden i Øresund uden for København. Vindmølleparken har været i drift siden 2001.
Parken består af 20 stk. 2 MW Bonus vindmøller, totalt 40 MW, og ligger 2–3 km fra land, hvor vanddybden varierer mellem 4 og 8 meter.
Den totale omkostning for vindmølleparken angives til 44 mio. € (328 mio. d.kr.), med turbiner 26,1 mio. € (194, 65 mio. d.kr.) og fundament 9,2 mio. € (66,61 mio. d.kr.) som største udgiftsposter. Dette indebærer en omkostning på 1.100 €/kW eller 8.203,8 d.kr./kW.
Mølleparken blev etableret i et samarbejde mellem Københavns Energi og Middelgrundens Vindmøllelaug. Vindmøllelauget bestod af 8.552 el-forbrugere, som investerede i møllerne og som ejer de 10 sydlige møller i parken. Middelgrundens vindmøllelaug var dermed, og er så vidt vides stadig, det største vindmøllelaug i verden, målt på antallet af deltagende personer.
HOFOR købte de 10 nordlige møller af Ørsted i 2018.
HOFOR og lauget forventer at levetidsforlænge parken til 2050, og gik i gang med 3 møller i maj 2024.